# ヴィクター・ブロム
ヴィクター・ブロム（Viktor Blom、1990年9月26日 - ）は、スウェーデンのオンラインハイステイクスポーカープレイヤー。Isildur1というオンラインポーカーの名前でよく知られている。2009年の半ば、オンラインポーカー界で話題となる。オンラインポーカーの歴史でもっとも大きいポットの上位10位すべてに彼が絡むことになる。
2010年の12月、チームポーカースターズプロにIsildur1が加わったと発表。
2011年1月8日、ポーカースターズによるTVのポーカートーナメントイベント、ポーカースターズカリビアンアドベンチャーの時にブロムの正体が明らかになる。
2012年8月、ブロムはポーカースターズから離れ、すぐに、2012年10月15日フルティルトポーカーと、彼のハイステイクスにおけるライバル、Tom Dwanと同時に契約する。

## 経歴
ヴィクター・ブロムが14歳のとき、彼の兄によってポーカーを教えてもらうことになる。数日兄とノーリミットテキサスホールデムヘッズアップをプレイした後に、数人の友達にポーカーを教える。ヴィクターと友達はマイクロステークスでプレイし、友達から少しだけお金を勝ちとった。
しばらくしてから、彼の知っている人達が次々とポーカーをプレイし始めることになり、学校の休み時間、バイインが $3ー$7 ほどでプレイしていた。ヴィクターいわく、あるランチタイムの時に、25人もプレイしていた時があったと語った。25人で一番勝ったのはヴィクターだった。15歳になった時、オンラインポーカーサイトに彼と彼の兄がいくらかのお金を入金することに決める。彼らが最初にプレイしたのはMTTで5位に入賞し、$300を手に入れる。当時、そのお金は彼らにとって大金であった。数週間後に、兄が他に自分自身のアカウントを作ることに決め、ヴィクターが一人でプレイすることになる。彼は"blom90"のスクリーンネームでプレイすることになった。
数週間のプレイの後、Blom90は$530のシットアンドゴーの常連となる。さらに数カ月のプレイの後に、15歳のヴィクター・ブロムは複数のポーカールームで合計$275,000を稼ぎ、その全てのお金を一つのポーカールームに集めて、より高いバイインのキャッシュゲーム、シットアンドゴーをプレイすることに決める。しかし、結果としてお金の全てを失うことになった。その後、お金を貯めて、$3,000を同じポーカールームに入金、高いバイインのシットアンドゴーをプレイし、より多くのお金を稼ぎ始める。バンクロールを$50,000まで増やした後に、$310バイインのシットアンドゴーのレギュラーとなるが、再びお金全てを失うことになる。
ポーカーから少し離れ休憩した後に、本気でポーカーをプレイすると決め、10,000SEK(スウェーデンクローナ、日本円で13万円ほど)を入金。今度はノーリミットホールデムのヘッズアップを集中してプレイすることに決める。たった2週間のプレイの後、最初は1/2 SEKでプレイしていたのが、50/100 SEKまで上がる。ヴィクターが17歳になり、パーティーポーカーに $2,500を入金。彼は友達と今後の展望を話す。2日後、その友達がヴィクターにパーティーポーカーでいくらになったか尋ねる（友達は、破産した、もしくは多くても$30,000ほどだと思っていた）しかし、それは間違いだった、ブロムは実のところ$200,000を超えるお金をたった二日で勝っていた。好調は続き、iPokerで２週間のプレイの後、$1,7ミリオンを超えるお金を勝つことになった。時間がたつにつれ、Blom90の対戦相手が見つからなくなり、新しいポーカールームを新しい名前で探さないといけなくなった。

## Isildur1
Isildur1が最初にフルティルトで姿を見せたのは2009年9月16日だった。
しかし彼が非常に名の知れた有名プロプレイヤーのTom Dwan、Phil Ivey、Brian Townsend、Cole South、Patrik Antonius達と$500/$1000のハイステークスでプレイし始める11月までほとんど気付かれることはなかった。彼のキャリアのピークはトータルの勝ちが$6ミリオンになった11月15日であった。しかし12月の半ばまでに、$2ミリオンまで落ち込んだ。12月8日に、Brian Hastingsにおおよそ$4ミリオン負けたのも影響している、その時二人は$500/$1000ポットリミットオマハヘッズアップを5時間プレイした。Isildur1は短い異議を唱えたあと、2010年2月に戻ってくるまでフルティルトでプレーをしなかった。
フルティルトの内部の人による、Patrik Antoniusと同時に受けたインタビューによると、Isildur1は2008年の秋に、彼のバンクロールはおおよそ$2000ほどであった、バンクロールを$1.4ミリオンまで増やし、9月にフルティルトポーカーでプレーを始め、最初にプレイした相手はハイステークスの常連 Haseeb Qureshiで$100/$200をプレー。24時間のプレーの後、ヴィクターがおおよそ$500,000を勝つことになった。1ヶ月後、再び彼は現れ、Brian Townsend,Patrik Antonius,Cole Southと$200/$400から$500/$1000でプレー、しかし$1ミリオン負けることになる。HighStakesDB(オンラインのハイステークスのポーカーのデータを集め分析するサイト）はIsildur1はあまりにアグレッシブと分析。それのせいで、優秀なプレイヤー相手に苦戦することになる。しかし2009年10月の最後の週、Townsend,Southから$2ミリオンほど取り返し、それが彼の批評に対する答えだった。
フルティルトの儲けが$1ミリオンの時、Isildur1は$500/$1000ノーリミットホールデムの6面同時打ちヘッズアップの挑戦者を待った。彼の最初の相手はTom Dwanだった。オンラインヘッズアップにおいてもっとも有名なプレイヤーの一人として広くみなされることになる人物である。彼らは6面同時にプレイ、一週間のプレイの後、最後の日までにはIsildur1はオンラインポーカーにおける最大のラン、おおよそ$4ミリオンをDwanから勝っていた。それがきっかけで、DwanはIsildur1とライブチャレンジ（フルティルトポーカーDurrrミリオンダーラーチャレンジを公表した。翌日、Antoniusに再戦を申し込み、11月15日、彼から$1.6ミリオンを勝ちとった。そして合計$5.98ミリオンの勝ちになり、彼のフルティルトでのピークであった。
Isildur1は次にPhil Ivey相手に勝負を申し込む、彼は世界最強プレイヤーの一人として見なされる人である。$500/$1000ノーリミットホールデムヘッズアップを3面同時プレイし、一週間のプレイの後、Ivey相手に$3.2ミリオン負けることになった。その後のインタビューで、Iveyは彼が今までプレイした相手の中で最もタフな相手だと語った。
AntoniusがIsildur1がオマハで再戦を申し込み、1日でIsildur1が$3ミリオンも負けた。後にオマハは経験不足だったことを認めた。その額は当時オンラインポーカーでの1日の最大利益と、損失だったこの記録は1ヶ月後Isildur1がBrian Hastingsとの対戦で塗り替えることになる。次の日、彼らはオマハで再戦し、Antoniusから$2ミリオンを取り返した。
彼がBrian Hastingsと5時間プレイしたとき、Isildur1からHastingsが$4.2ミリオンを勝ちとった、オンラインポーカーでの1日の最大利益、損失だった。
その後、Hastings,Townsend,そしてCole SouthがIsildur1の3万ハンドを超える量の情報を共有していたことが発覚した。彼らの行動はフルティルトポーカーの規定”自分自身がプレイして集めた情報以外の他のプレイヤーの情報にアクセスすることを禁じる”に反していた。HastingsからIsildur1のプレイしたハンドを集めていたことをTownsendが認めた(ESPNのインタビュー中に話した）。結果として、Townsendはスポンサーであるフルティルトポーカープレイヤーとしての特権である、レッドプロステータスを30日間失うことになった。ブロムのフルティルトにおける50/100での2009年9月から2010年10月のプレーでの結果$2,630,230を失うことになった。
2010年12月、彼はオンラインポーカールームのポーカースターズと提携し、"スーパースターショーダウン”と呼ばれるチャレンジを行った。
これは$50/$100以上のノーリミットホールデム、ポットリミットオマハでのヘッズアップ4面同時うちを2500ハンドプレイするもので、DwanのDurrrミリオンチャレンジに似ているものだった。2012年3月、彼は挑戦してきたIsaac Haxton相手に$200/$400でヘッズアップを行い、結果として$500,000勝ちIsaacを打ち負かした。
2012年5月ブロムはSCOOP #2-Meノーリミットホールデムトーナメントで勝利し$247,200を勝ちとった。その次の日、SCOOP #3-Highノーリミットホールデムリバイイベントで勝利し$160,000を手に入れた。2013年5月には、ブロムは$10,300バイインのSCOOPメインイベントに勝利し$1ミリオンを手にした。2012年8月、ブロムがチームポーカースターズプロを抜けることが発表された。

## ライブポーカー
2011年にポーカースターズと契約して以来、ヴィクター・ブロムはライブトーナメントでも注目されるようになった。彼の最初の目立った活躍は、2010年のWSOPEメインイベントでの16位で33,582ユーロを手にしたことだった。2012年1月、ポーカースターズカリビアンアドベンチャーで彼のキャリアでの初めての勝利を収めた。$100,000バイインのスーパーハイローラーイベントで、$1,254,400を手にした。
2015年において、彼のライブトーナメントで稼いだ額は$1,700,000を超える。